# Saison 1 de Deadwood
Chronologie
Saison 2
Cet article présente la première saison de la série télévisée Deadwood.

## Liste des épisodes
1. Deadwood
2. Eaux troubles
3. Jusqu'au bout du filon
4. Le prix du silence
5. Le Procès de Jack McCall
6. Épidémie
7. Le Retour de Bullock
8. La Souffrance des petits enfants
9. Pas d'autres enfants
10. Monsieur Wu
11. Des bottes faites pour marcher
12. Les Cavaliers